# Зоргенфрей, Вильгельм Александрович

Современное книжное издание В. Зоргенфрея в России: библиофильская серия «Серебряный пепел»

Вильге́льм Алекса́ндрович Зоргенфре́й (30 августа (11 сентября) 1882 — 21 сентября 1938) — русский поэт Серебряного века, переводчик.

## Биография
Родился в Аккермане Бессарабской губернии; отец — Александр Иванович Зоргенфрей (1846—1889/1890), военный врач, лифляндский немец по происхождению, мать — Елизавета Васильевна, урожд. Ерамишанцева, армянка. «Различные культуры и характеры совместились во мне, но не слились» (В.А. Зоргенфрей, Автобиография). 
После смерти отца жил в Пскове в семье своего дяди — Густава Ивановича Зоргенфрея (1839—1896), фармацевта, владельца аптеки, общественного деятеля, и его супруги Эммы Петровны, урожд. Ширер (1845—1920). В семье в равной мере был в обиходе немецкий язык и увлеченность русской поэзией. Позже именно двоюродные братья Вильгельма помогли ему получить образование. 
После окончания гимназии в 1900 году поступил на физико-математический факультет Санкт-Петербургского университета, через год перевёлся в Петербургский технологический институт.
После окончания института в 1908—1909 работал учителем математики в Торговой школе. С 1907 по 1917 год служил в Министерстве торговли и промышленности.
Начал печататься с 1904 года (статьи либерального характера на общественно-политические темы), в качестве поэта дебютировал в 1905 году в символистском журнале «Вопросы жизни». Печатался во многих сатирических журналах 1905—1907 годов («Зритель», «Маски» и др.), а также в таких крупных изданиях, как «Золотое руно» и «Русская мысль».
В 1906 году познакомился с А. А. Блоком, оказавшим на Зоргенфрея большое влияние. Знакомство со временем переросло в дружбу. (Блок посвящает Зоргенфрею «Шаги Командора».) Свой единственный стихотворный сборник «Страстная суббота» (СПб., «Время», 1922) Зоргенфрей впоследствии посвятил «благословенной памяти Александра Александровича Блока», а также написал две мемуарные статьи о поэте.
С 1918 года Зоргенфрей занимался литературными переводами с немецкого. Среди его переводов — произведения С. Цвейга, Т. Манна, Г. Гейне, Г. фон Клейста, поэма «Сид» И. Гердера. Одновременно работал по специальности (инженер-технолог).
Одна из последних литературных работ — перевод стихов для советского издания (1937) труда Исаака Массы о России периода Смутного времени:
- Масса И. Краткое известие о Московии в начале XVII в. / Исаак Масса; Перевод, примечания и вводная статья А. А. Морозова; перевод стихов В. А. Зоргенфрея. — М.: ОГИЗ - Гос. социально-экономическое изд-во, 1937. — 208, [12] с. — (Иностранные путешественники о России). — 10 000 экз. (в пер.)

Иван Васильевич
Казань и Астрахань и прочих царств немало,
могучий, покорил ты силою меча.
Поистине, тебе не мудрость пособляла —
ты был позорищем господнего бича,
был василиском — так молва тебя прозвала,

затем, что мир не знал такого палача.

### Арест и казнь
Арестован 4 января 1938 года по «делу ленинградской писательской организации» (по нему же арестованы Б. Лившиц, Н. Заболоцкий и другие). Обвинён в участии в антисоветской контрреволюционной писательской организации (ст. 58-11 УК РСФСР). Осуждён 20 сентября 1938 года выездной сессией Военной коллегии Верховного суда СССР. Приговорён к расстрелу. Казнён 21 сентября 1938 года в здании тюрьмы на Нижегородской улице, 39 в Ленинграде.
Реабилитирован посмертно 22 марта 1958 года.

#### Семья
Жена (с 1909) — Александра Николаевна Зоргенфрей (урожд. Кирпичникова, 1886—1971), дочь псковского мирового судьи Николая Васильевича Кирпичникова.
Двоюродные братья:
- Густав Густавович Зоргенфрей (1871—не ранее 1934), филолог, педагог, действительный статский советник[9].  Его сын — Алексей Густавович Зоргенфрей (1895—1957, Мюнхен), филолог, заведующий кафедрой новых языков в Педагогическом институте им. А.И.Герцена, профессор мюнхенского Института по изучению СССР, автор повести «Я – гражданин Ленинграда!»[10].
- Отто Густавович Зоргенфрей (1874—1914), фармацевт.
- Карл Густавович Зоргенфрей (1878—1942), финансист. Погиб в блокадном Ленинграде[11]. Его жена — Елена Михайловна, урожд. Побединская, дочь М.В.Побединского. Дочь — Елена Куртовна Зоргенфрей (1907—1990), театральный педагог, режиссер детских театров[12].